# 1998 TA18
1998 TA18 är en asteroid i huvudbältet som upptäcktes den 12 oktober 1998 av de båda japanska astronomerna Seiji Ueda och Hiroshi Kaneda i Kushiro.
Asteroiden har en diameter på ungefär 13 kilometer.